# Walter A. Harrison
Walter Ashley Harrison (* 26. April 1930 in Flushing, New York City; † 6. März 2024) war ein amerikanischer theoretischer Festkörperphysiker.

## Leben und Wirken
Harrison studierte Physik an der Cornell University mit Bachelor-Abschluss 1953 (als Physikingenieur) und an der University of Illinois mit Master-Abschluss 1954 sowie Promotion bei Frederick Seitz 1956. Danach war er bis 1965 in den Forschungslaboratorien von General Electric tätig. 1965 nahm Harrison die Arbeit  als Professor für Angewandte Physik an der Stanford University auf.
Neben der Quantentheorie von Festkörpern (u. a. Pseudopotential-Theorie) befasste er sich mit der Quantentheorie der chemischen Bindung. Während seiner aktiven Laufbahn als Physiker verfasste er mehrere Lehrbücher über die theoretische Festkörperphysik. Im Jahr 2001 trat er in den Ruhestand.
Im Jahr 1982 wurde er mit dem Senior US Scientist Award der Humboldt-Stiftung ausgezeichnet und forschte damit am Max-Planck-Institut für Festkörperforschung in Stuttgart. Er war Fellow der American Physical Society und der European Physical Society. Darüber hinaus war Harrison Guggenheim Fellow und forschte 1970/71 als Gastwissenschaftler an der University of Cambridge (Clare Hall). Nebenbei war er als Berater des Los Alamos National Laboratory tätig.
Harrison war seit 1954 verheiratet und seit 2019 verwitwet und hatte mit seiner Frau vier Söhne.

## Schriften
- Solid State Theory. Dover Publications, New York 1980, ISBN 0-486-63948-7.
- Electronic Structure and the Properties of Solids: The Physics of the Chemical Bond. Dover Publications, New York 1989, ISBN 978-1-62198-642-3.
- Applied Quantum Mechanics. World Scientific, Singapur 2000, ISBN 981-02-4375-8.
- Elementary Electronic Structure, World Scientific 2004.
- Theoretical Alchemy: Modeling Matter, World Scientific 2010.
- Practical Alchemy: A Memoir, World Scientific 2018.